# Der Kampf um den Panzer des Inaros
Der Kampf um den Panzer des Inaros ist der Titel einer demotischen Erzählung, die sich auf die Ereignisse nach dem Tod des Romanhelden Inaros bezüglich seines Panzers bezieht.
Pami, Sohn des Inaros und Gaufürst von Heliopolis, berichtet, wie er heldenhaft gekämpft und dem Heer des Asarhaddon große Verluste beigebracht habe, als der assyrische Herrscher versuchte, Ägypten zu erobern und den Pharao Petubastis III. (assyrisch Putubišti) zu besiegen.
Bei dieser Erzählung handelt es sich um eine historische Verortung der Namen tatsächlicher existierender Pharaonen in der Zeit von Asarhaddon, als dieser zunächst erfolglos versuchte, 674 v. Chr. Ägypten zu unterwerfen. Aus assyrischen Quellen ist Bakennefi III. (assyrisch Bukunani'pi) als Gaufürst in Kemwer belegt, der im altägyptischen Heer im Kampf gegen Asarhaddon beteiligt war.
Diese Sage zeigt griechisch-hellenistische Einflüsse: Die Entwicklung der Kämpfe, die göttliche Vorbestimmung ihres Ausgangs und die Rollen der Vorkämpfer orientieren sich ebenso wie die Beschreibung der Waffen, der Bekleidung und des Schildes an Schemata der Ilias.